# Première circonscription de la préfecture d'Okinawa
La première circonscription de la préfecture d'Okinawa (沖縄県第1区, Okinawa-ken dai-ikku) est l'une des quatre circonscriptions législatives que compte la préfecture d'Okinawa au Japon.

## Description géographique
Entre 1994 et 2002, la première circonscription de la préfecture d'Okinawa regroupait les villes de Naha, Hirara et Ishigaki et les districts de Miyako et Yaeyama.
Depuis 2002, elle est composée de la ville de Naha et d'une partie du district de Shimajiri comprenant le bourg de Kumejima et les villages de Tokashiki, Zamami, Aguni, Tonaki, Minamidaitō et Kitadaitō.

## Députés
| Législature | Début de mandat | Fin de mandat | Député élu           | Parti politique | Parti politique |
| ----------- | --------------- | ------------- | -------------------- | --------------- | --------------- |
| 41e         | 1996            | 2000          | Taiichi Shiraho (ja) |                 | Shinshintō      |
| 42e         | 2000            | 2003          | Taiichi Shiraho (ja) |                 | Kōmeitō         |
| 43e         | 2003            | 2005          | Taiichi Shiraho (ja) |                 | Kōmeitō         |
| 44e         | 2005            | 2009          | Mikio Shimoji (ja)   |                 | SE              |
| 45e         | 2009            | 2012          | Mikio Shimoji (ja)   |                 | NPP             |
| 46e         | 2012            | 2014          | Kōnosuke Kokuba (ja) |                 | PLD             |
| 47e         | 2014            | 2017          | Seiken Akamine (ja)  |                 | PCJ             |
| 48e         | 2017            | 2021          | Seiken Akamine (ja)  |                 | PCJ             |
| 49e         | 2021            | 2024          | Seiken Akamine (ja)  |                 | PCJ             |
| 50e         | 2024            | -             | Seiken Akamine (ja)  |                 | PCJ             |